# Michael Lewis (rugby à XIII)
Pour les articles homonymes, voir Michael Lewis (homonymie).

a Compétitions nationales et continentales officielles uniquement.

b Matchs officiels uniquement.
Michael Lewis dit Mikey Lewis, né le 4 juillet 2001 à Kingston upon Hull (Royaume-Uni), est un joueur international anglais de rugby à XIII évoluant au poste de demi de mêlée, de demi d'ouverture ou d'arrière dans les années 2010 et 2020.
Formé au rugby à XIII dès son plus jeune âge, Michael Lewis faillit abandonner son sport après des refus de clubs de l'intégrer professionnellement, finalement Hull KR décide de le recruter et fait ses débuts en Super League lors de la saison 2019. Il devient titulaire en charnière en 2021 après des prêts à Newcastle Thunder et York City Knights. Il dispute une finale de Challenge Cup en 2023 puis une finale de Super League en 2024, en étant nommé meilleur joueur de la Super League,.
Demi de mêlée référence de Super League, capable également de jouer au poste de demi d'ouverture, il compte 3 sélections avec l'Angleterre.

## Palmarès
- Collectif :
  - Finaliste de la Super League : 2024 (Hull KR).
  - Finaliste de la Challenge Cup : 2023 (Hull KR).
  - Finaliste de la Coupe de 1895 : 2021 (York).

- Individuel :
  - Meilleur joueur de la Super League : 2024 (Hull KR).

### Détails en sélection
| 1. | 22 octobre 2023 | Tonga  | 22-18 | Test-match | Demi d'ouverture | 4 | 1 | - | - |
| 2. | 28 octobre 2023 | Tonga  | 14-4  | Test-match | Demi d'ouverture | - | - | - | - |
| 3. | 29 juin 2024    | France | 40-8  | Test-match | Demi de mêlée    | - | - | - | - |

### Statistiques
| Saison | Saison  | Championnat  | Championnat | Championnat | Championnat | Championnat | Championnat | Championnat | Coupe         | Coupe      | Coupe | Coupe | Coupe | Coupe | Coupe | Sélection | Sélection | Sélection | Sélection | Sélection | Sélection | Sélection |
| Saison | Saison  | Comp.        | Class.      | M           | Pts         | Ess.        | Buts        | Dp.         | Comp.         | Class.     | M     | Pts   | Ess.  | Buts  | Dp.   | Comp.     | M         | Pts       | Ess.      | Buts      | Dp.       |           |
| ------ | ------- | ------------ | ----------- | ----------- | ----------- | ----------- | ----------- | ----------- | ------------- | ---------- | ----- | ----- | ----- | ----- | ----- | --------- | --------- | --------- | --------- | --------- | --------- | --------- |
| 2019   | Hull KR | Super League | 11e         | 1           | -           | -           | -           | -           | Challenge Cup | 1/4 finale | -     | -     | -     | -     | -     |           |           |           |           |           |           |           |
| 2020   | Hull KR | Super League | 11e         | 6           | 12          | 2           | 2           | -           | Challenge Cup | 1/4 finale | 2     | 4     | -     | 2     | -     |           |           |           |           |           |           |           |
| 2021   | Hull KR | Super League | 1/2 finale  | 12          | 32          | 8           | -           | -           | Challenge Cup | 1/8 finale | 1     | 4     | -     | 2     | -     |           |           |           |           |           |           |           |
| 2022   | Hull KR | Super League | 8e          | 16          | 32          | 8           | -           | -           | Challenge Cup | 1/2 finale | 2     | 4     | 1     | -     | -     |           |           |           |           |           |           |           |
| 2023   | Hull KR | Super League | 1/2 finale  | 27          | 64          | 12          | 8           | -           | Challenge Cup | Finaliste  | 4     | 14    | 1     | 5     | -     |           | 2         | 4         | 1         | -         | -         |           |
| 2024   | Hull KR | Super League | Finaliste   | 28          | 220         | 19          | 72          | -           | Challenge Cup | 1/2 finale | 2     | 8     | -     | 4     | -     |           | 1         | -         | -         | -         | -         |           |
| 2025   | Hull KR | Super League |             |             |             |             |             |             | Challenge Cup |            |       |       |       |       |       |           |           |           |           |           |           |           |